# Chamelaucium
Chamelaucium (Syn.: Chamaelaucium DC.) ist eine Pflanzengattung in der Familie der Myrtengewächse (Myrtaceae). Die etwa 13 Arten sind alle nur in Western Australia heimisch.

## Beschreibung
Chamelaucium-Arten sind immergrüne Sträucher mit ätherischen Ölen. Die Blüten stehen einzeln in den Blattachsen oder zusammengefasst in ganz unterschiedlich aufgebauten Blütenständen. Die radiärsymmetrischen, zwittrigen Blüten sind fünfzählig und werden von Insekten (Entomophilie) oder Vögeln (Ornithophilie) bestäubt. Es sind je fünf Kelch- und Kronblätter vorhanden. In jeder Blüte gibt es 20 bis 25 Staubblätter, etwa die Hälfte davon sind sterile Staminodien. Zwei Fruchtblätter sind zu einem unterständigen Fruchtknoten verwachsen, mit einem Griffel und einer Narbe. Es werden Nussfrüchte gebildet. Die Samen sind geflügelt oder ungeflügelt.

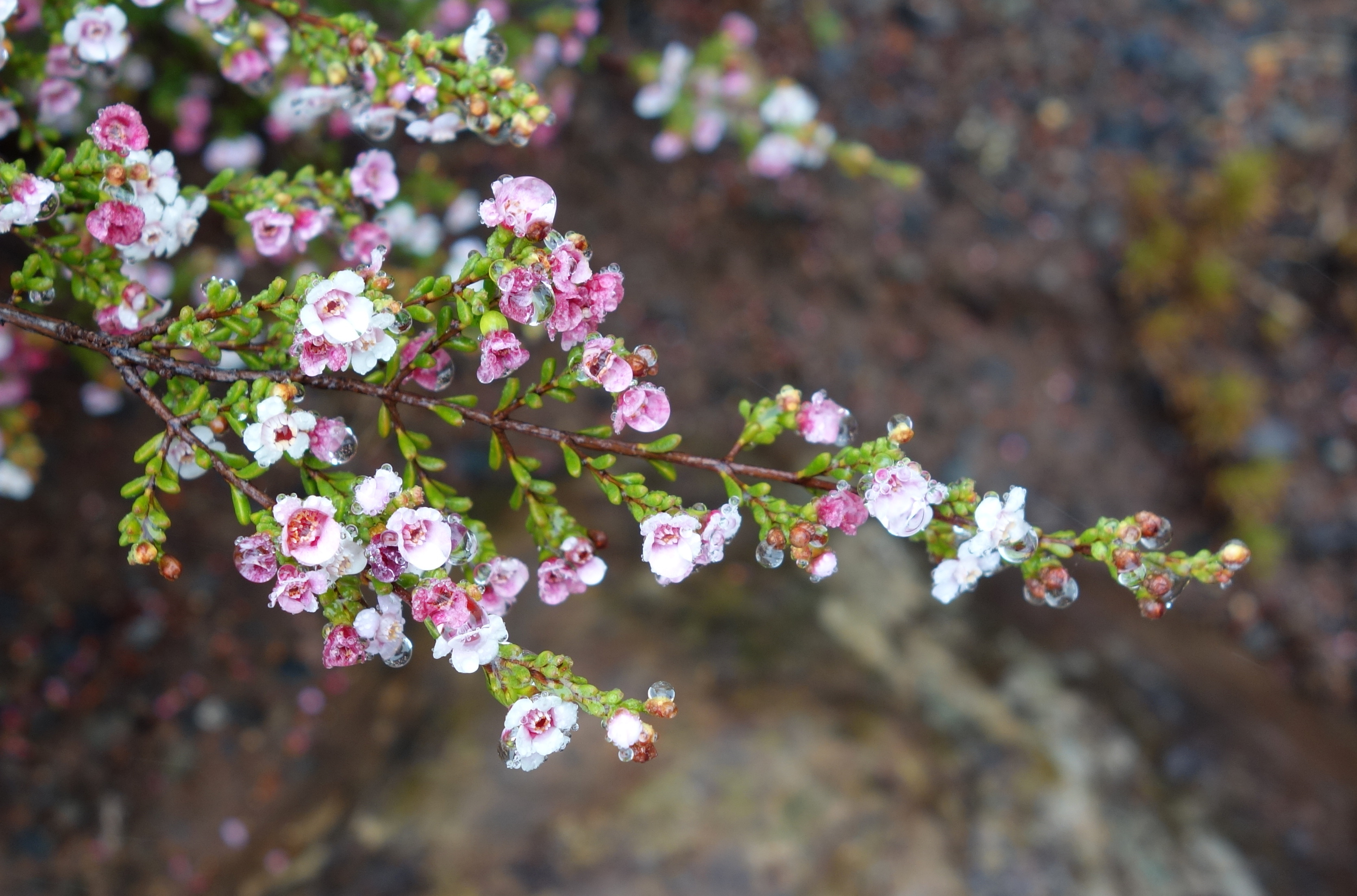
Chamelaucium ciliatum

## Arten
Es gibt etwa 13 Chamelaucium-Arten:
- Chamelaucium axillare F.Muell. ex Benth.: Western Australia
- Chamelaucium brevifolium Benth.: Western Australia
- Chamelaucium ciliatum Desf.: Südwestliches Australien
- Chamelaucium confertiflorum Domin: Western Australia
- Chamelaucium drummondii (Turcz.) Meisn.: Western Australia
- Chamelaucium gracile F.Muell.: Südwestliches Australien
- Chamelaucium heterandrum Benth.: Südwestliches Australien
- Chamelaucium marchantii Strid: Western Australia
- Chamelaucium megalopetalum F.Muell. ex Benth.: Südwestliches Australien
- Chamelaucium micranthum (Turcz.) Domin: Western Australia
- Chamelaucium pauciflorum (Turcz.) Benth.: Südwestliches Australien
- Hakiges Chamelaucium (Chamelaucium uncinatum Schauer): Western Australia
- Chamelaucium virgatum Endl.: Western Australia